# Нидл, Тифф
Ти́моти «Тифф» Нидл (англ. Timothy «Tiff» Needell, 29 октября 1951 года, Хейвант, графство Хэмпшир) — британский автогонщик и телеведущий. Участвовал в гонках чемпионата мира Формулы-1, являлся призёром автомарафона 24 часа Ле-Мана в абсолютном зачёте, становился победителем и призёром этапов BTCC. Наибольшую известность приобрёл как ведущий телепередач Top Gear и Fifth Gear.

## Биография
С 1971 по 1975 год выступал в британской Формуле-Форд, завоевал чемпионский титул в 1975 году. В 1976-1978 годах соревновался в британской Формуле-3, также стартовал в британских чемпионатах «Аврора» Формулы-1 и Формулы-2. В 1980 году соревновался в японском чемпионате Формулы-2 и гонках спортивных автомобилей, дважды участвовал в Гран-при чемпионата мира Формулы-1 (в единственной гонке не добрался до финиша). С 1981 по 1992 год без особого успеха стартовал в гонках спортивных автомобилей, позже участвовал в гонках британского чемпионата туринговых автомобилей и чемпионате FIA GT. Сейчас работает журналистом и телеведущим в британском автомобильном шоу Fifth Gear.
В конце 2010 года после девятилетнего перерыва принял участие в передаче  Top Gear в роли Стига (the Emergency Stig) в качестве наставника гостя передачи, британского кинорежиссёра Дэнни Бойла.

## Результаты гонок в Формуле-1
| Легенда к таблице |                                                                    |
| --- | ------------------------------------------------------------------ |
| В таблице перечислены результаты всех Гран-при Формулы-1, в которых принимал участие гонщик. Строками таблицы являются сезоны, столбцами — этапы чемпионата мира. В каждой клетке указаны сокращённое название этапа и результат, дополнительно обозначенный цветом. Расшифровка обозначений и цветов представлена в нижеследующей таблице. |                                                                    |
| \| Пример \| Описание \| \| ------------ \| ------------------------------------------------------------------ \| \| 1 \| Победитель \| \| 2 \| Второе место \| \| 3 \| Третье место \| \| 5 \| Финишировал, заработав очки \| \| Сход \| Не финишировал, но при этом заработал очки \| \| 12 \| Финишировал, не получив очков \| \| НКЛ \| Финишировал, но не попал в финальную классификацию \| \| 15 \| Участвовал вне зачёта, либо по отдельной классификации \| \| 18 \| Не финишировал, но попал в финальную классификацию \| \| Сход \| Не финишировал \| \| НКВ \| Не прошёл квалификацию \| \| НПКВ \| Не прошёл предквалификацию \| \| ДСК \| Дисквалифицирован \| \| ИСК \| Исключён из протокола соревнований \| \| ТТ \| Заявлен для участия только в тренировках \| \| НС \| Участвовал в квалификации, но не стартовал в гонке \| \| Т \| Травмирован или болен \| \| ОТК \| Отказ от участия \| \| НТР \| Прибыл на соревнования, но на трассу не выезжал \| \| НПР \| Был заявлен в числе участников, но не прибыл к началу соревнований \| \| О \| Соревнования отменены \| \| \| Не участвовал \| \| Поул-позиция \| \| \| Быстрый круг \| \| |                                                                    |
| Пример | Описание                                                           |
| 1 | Победитель                                                         |
| 2 | Второе место                                                       |
| 3 | Третье место                                                       |
| 5 | Финишировал, заработав очки                                        |
| Сход | Не финишировал, но при этом заработал очки                         |
| 12 | Финишировал, не получив очков                                      |
| НКЛ | Финишировал, но не попал в финальную классификацию                 |
| 15 | Участвовал вне зачёта, либо по отдельной классификации             |
| 18 | Не финишировал, но попал в финальную классификацию                 |
| Сход | Не финишировал                                                     |
| НКВ | Не прошёл квалификацию                                             |
| НПКВ | Не прошёл предквалификацию                                         |
| ДСК | Дисквалифицирован                                                  |
| ИСК | Исключён из протокола соревнований                                 |
| ТТ | Заявлен для участия только в тренировках                           |
| НС | Участвовал в квалификации, но не стартовал в гонке                 |
| Т | Травмирован или болен                                              |
| ОТК | Отказ от участия                                                   |
| НТР | Прибыл на соревнования, но на трассу не выезжал                    |
| НПР | Был заявлен в числе участников, но не прибыл к началу соревнований |
| О | Соревнования отменены                                              |
| | Не участвовал                                                      |
| Поул-позиция |                                                                    |
| Быстрый круг |                                                                    |

| Год  | Команда | Шасси       | Двигатель | 1   | 2   | 3   | 4   | 5        | 6       | 7   | 8   | 9   | 10  | 11  | 12  | 13  | 14  | Место | Очки |
| ---- | ------- | ----------- | --------- | --- | --- | --- | --- | -------- | ------- | --- | --- | --- | --- | --- | --- | --- | --- | ----- | ---- |
| 1980 | Ensign  | Ensign N180 | Cosworth  | АРГ | БРА | ЮАР | СШЗ | БЕЛ Сход | МОН НКВ | ФРА | ВЕЛ | ГЕР | АВТ | НИД | ИТА | КАН | США | -     | 0    |